# Ізбище (Логойський район)
Ізбище (біл. вёска Ізбышче) —  село (веска) в складі Логойського району розташоване в Мінській області Білорусі, адміністративний центр Ізбищенської сільської ради.
Село Ізбишче розташоване в центральних районах Білорусі, у північній частині Мінської області - орієнтовне розташування [Архівовано 25 серпня 2011 у WebCite].